# صوفيا شرودر
صوفيا شرودر (بالسويدية: Sophia Schröder)‏ هي مغنية سويدية، ولدت في 1712، وتوفيت في 29 يناير 1750.